# Kemp (Vienne)
Pour les articles homonymes, voir Kemp.
Le Kemp est une ancienne usine de soie puis d'armement située à Vienne dans le département de l'Isère en France, principalement connue comme lieu historique d'habitation et de vie sociale de la communauté arménienne viennoise entre les années 1920 et 1960. 
Le nom « Kemp », correspondant au mot « camp  » prononcé à l'américaine [kʰɛəmp], employé par les habitants en références aux camps de réfugiés connus durant leur exil consécutif au génocide arménien ou aux camps d'orphelins arméniens du Liban-Syrie. Le même nom est également donné à une ancienne usine habitée par les réfugiés arméniens à Valence,. 

## Description
Le bâtiment, dont la façade est rythmée par treize travées de fenêtres, est construit en pierres et comporte une grande cheminée en briques. L'architecture est rythmée par des contreforts alternant briques et pierres. Les fenêtres sont surmontées d'arc en briques au premier et au deuxième étage et d'un linteau en pierre au troisième étage. Leur encadrement en briques est renforcé par des pierres.
À l'époque du Kemp les machines de l'industrie textile occupaient le rez-de-chaussée et les habitations les étages. Les fêtes collectives avaient lieu au sous-sol.

## Histoire

### Histoire industrielle
Le bâtiment du Kemp est à l'origine une usine fabriquant de la soie, l'Usine Rochas, construite en 1863 au bord de la voie de chemin de fer Paris-Marseille dans le quartier d'Estressin. L'entreprise change ensuite de propriétaires, passant aux établissements Henri Vibert-Truchon & cie. L'usine est reconvertie en usine d'armement, fabriquant notamment des boites de protections pour des chargeurs de cinq cartouches. Elle prospère pendant la première guerre mondiale grâce aux commandes gouvernementales, avant d'être déclarée en faillite après guerre, le 3 janvier 1922. L'usine est une seconde fois reconvertie, pour produire cette fois des machines à coudre sous la marque H.V.T.C., qui fait faillite à son tour,. Le bail est mis aux enchères le 10 décembre 1924. 

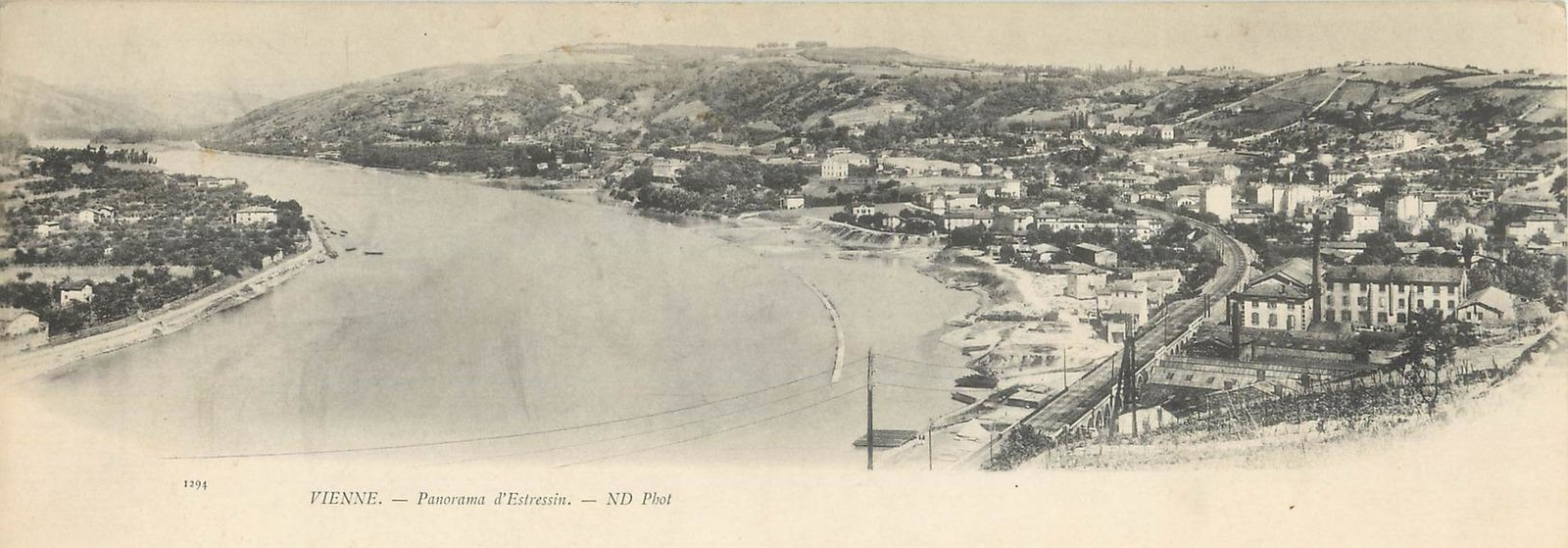
Panorama d'Estressin avant 1918 - l'usine Rochas / Vibert-Truchon est à droite de l'image

### La communauté arménienne
À la suite du traité de Sèvres, de nombreux réfugiés arméniens survivants du génocide arménien fuient l'empire ottoman. Arrivant à Marseille ils y sont recrutés par les industriels de la vallée du Rhône à la recherche d’une main-d’œuvre endurante et docile et redirigés vers les agglomérations de Valence, Vienne et Lyon. Dans la région viennoise, ces familles sont logés dans divers endroits comme le « cantonnement  » à Chasse-sur-Rhône, ou la rue Lafayette et ses abords à Vienne près des Usines Pellet qui font venir les premiers travailleurs arméniens dès 1922.    
Le bâtiment des usines Vibert-Truchon est quant à lui racheté en 1925 par la manufacture Pascal Valluit pour héberger les réfugiés arméniens travaillant pour cette dernière spécialisée en industrie textile. L'initiative de l'hébergement des arméniens est probablement due à Antoine Valluit. Le recensement de 1926 indique que sur 415 arméniens résidant à Vienne, 149 sont domiciliés au Kemp, représentant 66 ménages. Cette même année un seul des habitants du Kemp ne travaille pas pour Pascal Valluit mais pour les Usines Pellet. Le Kemp devient un « véritable village  arménien » où se développent une sociabilité et une vie politique et économique spécifique dont l'âge d'or se situe dans les années 1930.  
Pendant la seconde guerre mondiale, plusieurs habitants du Kemp rejoignent la résistance et périssent. Le Kemp est habité par la communauté arménienne viennoise jusqu'en 1962. Le départ des familles tient d'abord de l’ascension sociale qui permet d'aller chercher des logements ailleurs, en centre ville ou dans d'autres agglomérations, puis de la crise de l'industrie textile. La manufacture Pascal-Valluit d'Estressin, pour laquelle travaillaient la plupart des habitants du Kemp, ferme ses portes en 1967.  

### Après le Kemp
Un ouvrage monographique, accompagné d'une étude de la diaspora arménienne viennoise par l'historienne Anahide Ter Minassian, est signé en 2001 par Jean Ayanian, lui-même né en 1932 dans le Kemp.
Au début du XXIe siècle, le bâtiment héberge des bureaux et des microentreprises du secteur tertiaire autour du parc central arboré. En 2023 la cheminée en brique, de trente mètres de haut pour deux mètres de large et construite au XIXe siècle, fait l'objet d'une restauration,.   